# Discriminare sexuală în România cu privire la încredințarea minorilor
Sexismul cu privire la încredințarea minorilor (numit și preferință maternă) reprezentă o practică judecătorească prin care, urmare a unei idei preconcepute că mama este un părinte mai potrivit de a crește copiii, minorii sunt încredințați în mod majoritar mamelor (în cazul custodiei unice) sau locuința minorilor este stabilită preponderent la mame (în cazul custodiei comune) în baza presupunerii că mama este un părinte mai potrivit să crească minorii. Această preferință corespunde definiției sexismului care se caracterizează printr-o atitudine sau prejudecată relativ la superioritatea unui reprezentant al unui sex asupra altui sex, având ca urmări discriminarea acestuia din urmă.
Un caz particular de preferință maternă este utilizarea de către instanțe în mod formal sau în mod informal a prezumției de încredințare către mamă. În baza acestei prezumții se verifică dacă mama oferă minime garanții morale și materiale pentru creșterea copilului și dacă da, minorii sunt încredințați acesteia fără a se cerceta în mod efectiv posibilitatea ca interesul superior al copilului să fie mai bine servit de către încredințarea către tată (în cazul custodiei unice) sau de către stabilirea reședinței minorului la tată (în cazul custodiei comune).
Preferința maternă este deosebit de pronunțată în România  dar și în lume , părinții de sex feminin fiind preferați de către instanțe în decizie de încredințare (în cazul custodiei unice) sau stabilire a locuinței minorilor (în cazul custodiei comune) după divorț deși din alte puncte de vedere părintele se sex masculin este mai bine poziționat ca și istoric al îngrijirii copilului, stabilitate, moralitate sau chiar legături de atașament.
| “ | Orice dogmă inflexibilă de definire a "interesului superior", prin care de exemplu se menționează că, copiii trebuie să rămână cu mamele sau cu tații, trebuie privită ca potențial discriminatorie și în dezacord cu Convenția. (…) tendința de a oferi mamelor custodia bebelușului sau copilului mic, deși comună în multe țări și protejată în special în societățile patriarhale, nu își găsește locul în cadrul Convenției) | ” |
| — Manualul pentru implementarea Convenției cu privire la drepturile copilului – UNICEF – 2005, capitolul 9, pagina 163 | |   |

Prezumția de încredințare către mamă și preferința maternă reprezintă forme de discriminare care încalcă legislația națională și internațională în materia nediscriminării pe criteriul sexului. Singura excepție în care preferința maternă ar putea fi considerata ca ne-reprezentând o discriminare este aceea în care toate celelalte criterii de selecție a părintelui care să găzduiască în mod statornic minorul (atașament, condiții de locuit, abilități parentale) sunt egale între cei doi părinți. Cu toate acestea, chiar și în acea situație de egalitate între părinți un criteriu nediscriminatoriu ar fi utilizarea interesului superior al copilului pentru departajare

## Situația din România
Prezumția de încredințare către mamă și preferința maternă au fost introduse în legislația română odată cu intrarea în vigoare a Codului Familiei, în anul 1954. Preferința maternă a fost scoasă în afara legii în anul 2004 prin intrarea în vigoare a Legii 272/2004 privind protecția și promovarea drepturilor copilului care enunța în mod expres că deciziile cu privire la minor trebuie să se ia strict prin prisma interesului superior al minorului, interes care nu conține absolut nici o referire discriminatorie la sexul părintelui.. Prezumția de încredințare către mamă a fost de asemenea scoasă în afara legii odată cu intrarea în vigoare a noului Cod Civil, la 1 octombrie 2011, care, prin Art. 397 impune prezumția de autoritate părintească comună.
În ciuda unei legislații care prevede egalitatea de șanse a cetățenilor români indiferent de sex, în fața justiției în general și cu privire la încredințarea minorilor în particular, majoritatea judecătorilor români sunt încă tributari preconcepției despre superioritatea părintelui de sex feminin cu privire la abilitățile de creștere a minorilor:
- În România 84,5% din nucleele familiale monoparentale sunt de tipul „mame cu unul sau mai mulți copii”, restul de 15,5% fiind „tați cu copii” [9]
- Din totalul nucleelor familiale cu copii (4.260.609), nucleele monoparentale reprezintă mai mult de o cincime (20,1%). Se constată că la toate nucleele monoparentale (materne și paterne) tipul predominant de nucleu monoparental este cel cu 1 copil (în jur de două treimi), urmat de cele cu doi copii. La polul opus, se situează nucleele monoparentale cu 5 copii și peste, care dețin mai puțin de 1% din total, pe fiecare dintre tipurile de astfel de nuclee monoparentale.[10]
- Nucleele familiale monoparentale dețin 13,4% din totalul nucleelor familiale, fiind repartizate între mediile de rezidență diferențiat, 7,7% în mediul urban și 5,7% în mediul rural.[10]

## Situația din SUA
- În conformitate cu legislația actuală în mai toate statele americane, mamele și tații au drepturi egale de custodie. Instanțele nu ar trebui să prezume faptul că unui copil îi este în mod automat mai bine cu mama sau cu tatăl. Într-un caz contestat de custodie, atât tatăl cât și mama au o sarcină egală de a dovedi în fața instanței că este în interesul superior al copilului să fie custodia fiecăruia dintre ei.[4]
- US Census Bureau a raportat că, în 2003, s-au înregistrat 12,4 milioane de familii monoparentale având copii sub vârsta de 18 ani. Dintre acestea, 10,1 mil.  (81 la suta) sunt conduse de mame și  2,3 milioane (19 la suta)  conduse de tați.[4]

## Situația din alte state
Mai ales în statele așa-zis "patriarhale" se manifestă o pregnantă tendință de a acorda custodia asupra copiilor de vârste mici către părintele de sex feminin:
| “ | Inegalitatea responsabilităților părinților în multe țări iese, adesea, la lumină când părinții se despart. Rapoartele Inițiale și Secundare ale unui număr de țări au relevat tradiții legale și sociale care alocă în mod inflexibil responsabilitatea creșterii copilului fie mamei, fie tatălui, atunci când aceștia se despart. În general, mamelor li se acordă responsabilitatea inițială pentru bebeluși și copiii mici (…) transformarea acestei recunoașteri într-o lege inflexibilă poate avea ca rezultat încălcarea drepturilor copiilor. | ” |
| — Manualul pentru implementarea Convenției cu privire la drepturile copilului – UNICEF – 2005, capitolul 18 pagina 296 | |   |

## Exemple de preferință maternă și de prezumție de încredințare către mamă

#### Exemplu de preferință maternă în cadrul unui proces în care se dezbatecustodia unică
Ambii părinți demonstrează condiții materiale și morale suficiente pentru a primi custodia minorului. Judecătorul, analizând cazul, observă ca l-ar putea încredința pe copil oricăruia dintre cei doi părinți. Dar judecătorul are o preferință pentru mamă și astfel îl încredințează pe minor mamei, obligat fiind de lege sa îl încredințeze cuiva. O astfel de decizie reprezintă o discriminare deoarece deși ambii părinți au condiții suficiente, cel mai probabil unul dintre ei are condiții mai bune (de pildă moralitate mai bună, un istoric al îngrijirii copilului mai bun, condiții de locuit mai bune, etc.). Utilizarea preferinței materne pentru departajare nu este oportună, judecătorii având la dispoziție criteriul interesului superior al copilului.

#### Exemplu de preferință maternă în cadrul unui proces în care se dezbatecustodia comună
Ambii părinți demonstrează condiții suficiente de locuit. Judecătorul, analizând cazul, observă ca ar putea stabili locuința minorului la oricare dintre ei. Dar judecătorul are o preferință pentru mamă și astfel stabilește locuința copilului în mod la domiciliul mamei, obligat fiind de lege să stabilească reședința copilului la unul dintre cei doi părinți. Aceasta reprezintă o discriminare pe criteriul sexului justițiabilului în măsura în care nu se bazează pe verificarea unor criterii obiective legate de condițiile oferite fiecare dintre cei doi părinți. Un model nediscriminatoriu de algoritm de stabilire a locuinței copiilor de către instanțe poate fi consultat aici Arhivat în 24 octombrie 2011, la Wayback Machine..

### Exemplu de prezumție de încredințare către mamă
În cadrul unui proces, se pleacă din start de la presupunerea ca minorul va fi încredințat mamei (sau locuința minorului va fi stabilită la mamă) cu excepția cazului în care tatăl nu dovedește că aceasta nu îndeplinește minima condiție materială și morală. O eventuală verificare a posibilității ca tatăl să primească custodia copilului (respectiv locuința minorului să fie stabilită la tată) nu se face decât în cazul în care încredințarea către mamă nu e posibilă. Atunci când operează o astfel de prezumție, tatăl este obligat să se concentreze pe a răsturna prezumția și nu pentru a arăta cat de bun este ca părinte. O astfel de decizie reprezintă o discriminare în baza sexului justițiabilului și este, prin urmare, ilegală.

## Jurisprudențadiscriminatorie
- Concluziile DGASPC Sector 4 București: "Blocajul este dat de faptul că puțini dintre judecători sunt tentați să iasă dintr-un tipar impus de jurisprudența anilor 1970-2000. În mentalul corpului judecătoresc "prezumția de încredințare către mama" este foarte bine înrădăcinată. În ciuda unor legi care statuează egalitatea în drepturi și șanse între bărbați și femeie, la nivel uman foarte puțini judecători sunt dispuși să considere cu mâna pe inimă că tatăl poate fi la fel de implicat și bun părinte precum este mama"[2].
- Prin Decizia civilă 13A/14.01.2010, dată în dosarul 14912/301/2007a Tribunalului București[12] Tribunalul București afirmă: "...Dealtfel tribunalul observă că folosirea de către instanțele de judecată a unui astfel de raționament (prezumția de încredințare către mamă) ...nu este decât rezultatul unei transpuneri din realitatea faptică în cea juridică, câtă vreme în cvasi-majoritatea situațiilor în care se impune a fi dispusă încredințarea este susținută și dovedită capacitatea și disponibilitatea mamelor de a îngriji copii minori.... Numai într-un număr foarte mic de situații cererea de încredințare a copilului minor formulată de către tata se dovedește a fi întemeiată. Astfel fiind tribunalul consideră că folosirea unei prezumții de felul celei amintite de apelant (adică prezumția de încredințare către mamă) nu încalcă vreo dispoziție legală câtă vreme tatăl are  la dispoziție mijloace necesare pentru a o înlătura."

## Suportul legal împotriva discriminării practicate de instanțe

### Legislație

#### Legea nr. 304 Republicată, din 28 iunie 2004, privind organizarea judiciară[13]
- Art. 6 (1) Orice persoană se poate adresa justiției pentru apărarea drepturilor, a libertăților și a intereselor sale legitime în exercitarea dreptului său la un proces echitabil. (...)
- Art. 7 (1) Toate persoanele sunt egale în fața legii, fără privilegii și fără discriminări. (2) Justiția se realizează în mod egal pentru toți, fără deosebire de rasă, naționalitate, origine etnică, limbă, religie, sex, orientare sexuală, opinie, apartenență politică, avere, origine ori condiție socială sau de orice alte criterii discriminatorii.
- Art. 10 Toate persoanele au dreptul la un proces echitabil și la soluționarea cauzelor într-un termen rezonabil, de către o instanță imparțială și independentă, constituită potrivit legii.

#### Legea nr. 303 republicată, din 28 iunie 2004, privind statutul judecătorilor și procurorilor[14]
- Art. 94  Judecătorii și procurorii răspund civil, disciplinar și penal, în condițiile legii.

#### Declarația universală a drepturilor omului, din 10 dec. 1948[15]
- Art. 7 Toți oamenii sunt egali în fata legii și au, fără nici o deosebire, dreptul la o egala protecție a legii. Toți oamenii au dreptul la o protecție egala împotriva oricărei discriminări care ar viola prezenta declarație și împotriva oricărei provocări la o asemenea discriminare.

#### Constituția României[16]
- Art 16 (1) Cetățenii sunt egali în fata legii și a autorităților publice, fără privilegii și fără discriminări.

#### Legea nr. 202 Din 19 aprilie 2002 (*Republicată*) privind egalitatea de șanse și de tratament între femei și bărbați[17]
- Art. 1 (1) Prezenta lege reglementează măsurile pentru promovarea egalității de șanse și de tratament între femei și bărbați, în vederea eliminării tuturor formelor de discriminare bazate pe criteriul de sex, în toate sferele vieții publice din România. (2) În sensul prezentei legi, prin egalitate de șanse și de tratament între femei și bărbați se înțelege luarea în considerare a capacităților, nevoilor și aspirațiilor diferite ale persoanelor de sex masculin și, respectiv, feminin și tratamentul egal al acestora.
- Art. 2 Măsurile pentru promovarea egalității de șanse și de tratament între femei și bărbați și pentru eliminarea tuturor formelor de discriminare bazate pe criteriul de sex se aplica în domeniul muncii,  educației,  sănătății, culturii și informării, politicii, participării la decizie, furnizării și accesului la bunuri și servicii, precum și în alte domenii reglementate prin legi speciale.
- Art. 4 Termenii și expresiile de mai jos, în sensul prezentei legi, au următoarele definiții: (a) prin discriminare directă se înțelege situația în care o persoana este tratată mai puțin favorabil, pe criterii de sex, decât este, a fost sau ar fi tratata alta persoana într-o situație comparabilă; (b) prin discriminare indirectă se înțelege situația în care o dispoziție, un criteriu sau o practică, aparent neutră, ar dezavantaja în special persoanele de un anumit sex în raport cu persoanele de alt sex, cu excepția cazului în care aceasta dispoziție, acest criteriu sau aceasta practică este justificată obiectiv de un scop legitim, iar mijloacele de atingere a acestui scop sunt corespunzătoare și necesare
- Art. 10 (1) Maternitatea nu poate constitui un motiv de discriminare

#### Ordonanța nr. 137 din 31 aug. 2000 (republicată) privind prevenirea și sancționarea tuturor formelor de discriminare.[18]
- Art. 1 (2) Principiul egalității între cetățeni, al excluderii privilegiilor și discriminării sunt garantate în special în exercitarea următoarelor drepturi: (a) dreptul la un tratament egal în fata instanțelor judecătorești și a oricărui alt organ jurisdicțional; (b) [...]
- Art. 2  (1) Potrivit prezentei ordonanțe, prin discriminare se înțelege orice deosebire, excludere, restricție sau preferință, pe bază de sex, rasă, naționalitate, etnie, limbă, religie, categorie socială, convingeri, orientare sexuală, vârsta, handicap, boală cronică necontagioasă, infectare HIV, apartenență la o categorie defavorizată, precum și orice alt criteriu care are ca scop sau efect restrângerea, înlăturarea recunoașterii, folosinței sau exercitării, în condiții de egalitate, a drepturilor omului și a libertăților fundamentale sau a drepturilor recunoscute de lege, în domeniul politic, economic, social și cultural sau în orice alte domenii ale vieții publice. (2) Dispoziția de a discrimina persoanele pe oricare dintre temeiurile prevăzute la alin. (1) este considerată discriminare în înțelesul prezentei ordonanțe. (3) Sunt discriminatorii, potrivit prezentei ordonanțe, prevederile, criteriile sau practicile aparent neutre care dezavantajează anumite persoane, pe baza criteriilor prevăzute la alin. (1), față de alte persoane, în afară cazului în care aceste prevederi, criterii sau practici sunt justificate obiectiv de un scop legitim, iar metodele de atingere a acelui scop sunt adecvate și necesare. (4) Orice comportament activ ori pasiv care, prin efectele pe care le generează, favorizează sau defavorizează nejustificat ori supune unui tratament injust sau degradant o persoană, un grup de persoane sau o comunitate față de alte persoane, grupuri de persoane sau comunități atrage răspunderea contravențională conform prezentei ordonanțe, dacă nu intră sub incidenta legii penale. [...] (10) În înțelesul prezentei ordonanțe, eliminarea tuturor formelor de discriminare se realizează prin: (a) prevenirea oricăror fapte de discriminare, prin instituirea unor măsuri speciale, inclusiv a unor acțiuni afirmative, în vederea protecției persoanelor defavorizate care nu se bucura de egalitatea șanselor; [...]

### Jurisprudența Curții Europene a Drepturilor Omului (CEDO)
- Cauza Schuler-Zgraggen vs. Elvetia: "egalitatea sexelor este un scop important al statelor membre ale Consiliului Europei și numai considerente foarte puternice pot conduce la aprecierea că instituirea unui tratament diferențiat este compatibilă cu Convenția Europeană a Drepturilor Omului".
- Cauza Petrovic vs. Austria cu privire la discriminarea între sexe: "fără a neglija diferențele care pot să existe între tată și mamă în relația cu copilul lor la o vârstă fragedă, Curtea consideră că, în privința îngrijirilor ce au a fi acordate copiilor în această perioadă, cei doi părinti se găsesc într-o situație analoagă".
- Cauza Hoffmann vs. Austria: "între părinți există o egalitate fundamental inter alia referitor la drepturile părintești".

### Decizii ale Consiliului Național pentru Combaterea Discriminării (CNCD)

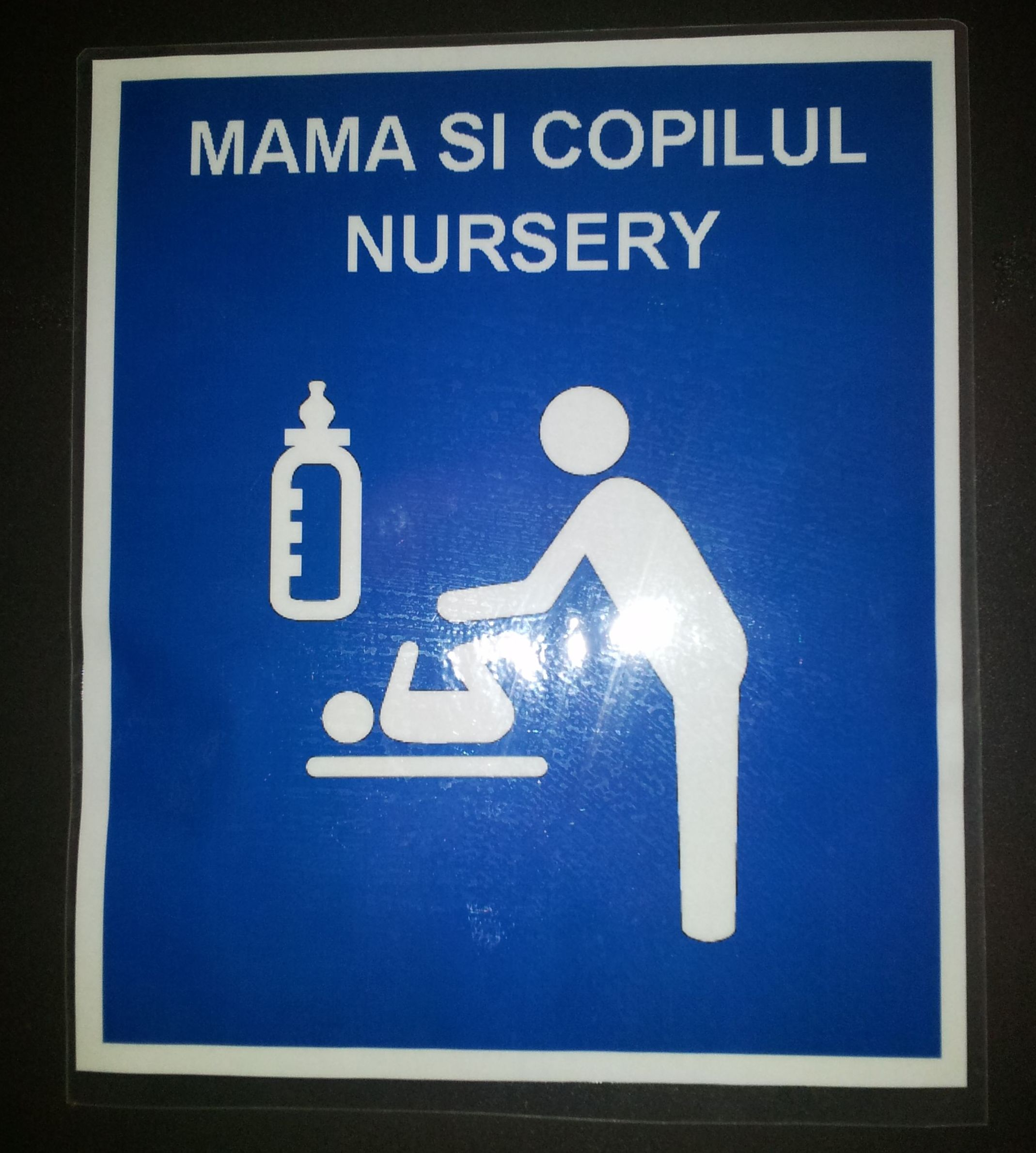
Discriminare între părinți în baza sexului părintelui în cauză - poster dintr-o instituție din România fotografiat în anul 2012

- Cauza Drăghici vs. Spitalul de Copii Sf. Nicolae din Bârlad: "dreptul de a nu fi supus discriminării constituie unul dintre drepturile fundamentale într-o societate democratică, dreptul la egalitate constituind un drept cu aplicare imediată și nu progresivă, având în vedere că discriminarea poate constitui, în anumite circumstanțe, în sine, un afront adus demnității personale. Tratamentul discriminatoriu are de cele mai multe ori ca scop, însă chiar fără a urmări un atare scop, poate avea ca efect umilirea, degradarea sau interferența cu demnitatea persoanei discriminate, în mod particular, dacă acest tratament se manifestă în public. Părinții trebuie stimulați să se implice în creșterea și educarea propriilor copii, iar discriminarea tatălui în societatea romanească trebuie să devină un fenomen combătut permanent de statul român. Cei doi părinți sunt la fel de importanți pentru copilul lor, iar complementaritatea lor în viața de familie trebuie promovată permanent".

### Decizii ale Curții Constituționale a României
De-a lungul timpului au fost mai multe plângeri adresate CCR cu privire la articolele percepute ca discriminatorii din Codul Familiei (art. alin 2 și art 38 alin. 4) care nu au fost însă acceptate de către Curte.

## Sarcina probei
În domeniul egalității de tratament intre femei și bărbați, o directiva bazata pe jurisprudența Curții de Justiție a Comunității Europene prevede transferul de obligații între cele două părți (reclamant și pârât). Dacă o persoană se consideră nedreptățită prin neaplicarea principiului egalității de tratament și dacă există o prezumție de discriminare, pârâtul trebuie să dovedească faptul că acest principiu nu a fost încălcat.

## Utile
- Text standard care se recomandă a fi pus în cererea reconvențională, în motivele de recurs sau apel și respectiv în concluziile scrise, de către părinții de sex masculin.